# Nothria australatlantica
Nothria australatlantica är en ringmaskart som först beskrevs av Fauchald 1982.  Nothria australatlantica ingår i släktet Nothria och familjen Onuphidae. Inga underarter finns listade i Catalogue of Life.